# Estádio Geraldo Rodrigues
O Estádio Geraldo Rodrigues, conhecido como Geraldão é um estádio de futebol localizado no município de Jussara (Goiás).
Tem capacidade para 3.000 espectadores e pertence à prefeitura.